# Мерфи, Эдди
Э́двард Ри́ган (Э́дди) Ме́рфи (англ. Edward Regan «Eddie» Murphy; род. 3 апреля 1961, Бруклин, Нью-Йорк, США) — американский комедийный актёр, сценарист, продюсер и певец. Один из самых популярных актёров-комиков 1980—1990-х годов.
Первую известность Мерфи получил в комедийном телешоу Saturday Night Live, где являлся постоянным актёром в 1980—1984 годах. Тогда же он начал развивать карьеры в стендапе и кино, в которых впоследствии достиг широкого успеха. В кино Эдди Мерфи приобрёл популярность после исполнения роли Акселя Фоули во франшизе «Полицейский из Беверли-Хиллз», а также по работам в фильмах «Поменяться местами», «Бумеранг», «Святоша», «Доктор Дулиттл» и «Доктор Дулиттл 2». Помимо этого, актёр во многих своих фильмах играл несколько ролей в дополнение к главному герою. Таковыми являются «Поездка в Америку», «Поездка в Америку 2», «Вампир в Бруклине», «Чокнутый профессор», «Чокнутый профессор 2», «Клёвый парень», «Приключения Плуто Нэша», «Уловки Норбита» и «Знакомьтесь: Дэйв». В сфере озвучивания известен ролями Осла во франшизе «Шрек» и дракончика Мушу в мультфильме «Мулан». Несмотря на менее удачную карьеру в музыке, Мерфи выпустил 7 альбомов, из которых наиболее успешными были записи в комедийном жанре.
Лауреат двух «Золотых глобусов» за мюзикл «Девушки мечты» и вклад в кинематограф (премия Сесиля Б. Де Милля), а также номинант за фильмы «Сорок восемь часов», «Поменяться местами», «Полицейский из Беверли-Хиллз», «Чокнутый профессор» и «Меня зовут Долемайт». Номинант на премию «Оскар» за роль в «Девушках мечты». Обладатель наград «Грэмми» и «Эмми».
В 2005 году Мерфи занял 10 место в списке «100 величайших стендап-комиков всех времён» по версии телеканала Comedy Central. В 2015 году Центр исполнительских искусств Джона Ф. Кеннеди присудил актёру приз Марка Твена за американский юмор.

## Ранние годы
Эдди Мерфи родился 3 апреля 1961 года в районе Бушуик, расположенном в боро Бруклин города Нью-Йорка. Его мать, Лиллиан Лэйни, работала телефонисткой, а отец, Чарльз Эдвард Мерфи (1940—1969), был офицером транспортной полиции, актёром-любителем и комиком. Мерфи по вероисповеданию — крещёный католик. Он утверждал: «Я не хочу, чтобы у меня не было религии. У меня христианские ценности и верования».
Когда Эдди исполнилось три года, его родители развелись. Мальчик был вторым ребёнком в семье и имел единственного брата Чарли (1959—2017), впоследствии тоже ставшего актёром. Отец Мерфи погиб в 1969 году, не дожив до 9-летия сына. Впоследствии Мерфи вспоминал:

Мои мать и отец расстались, когда мне было три года, а умер он, когда мне было восемь лет, поэтому у меня очень смутные воспоминания <…> Он был жертвой обаяния Мерфи. Моего отца заколола женщина. <…> Предполагалось, что это было одно из преступлений на почве страсти: «Если я не могу быть с тобой, так не доставайся же никому».
Оригинальный текст (англ.)My mother and father broke up when I was three, and he died when I was eight, so I have very dim memories <…> He was a victim of the Murphy charm. A woman stabbed my father. <…> It was supposed to be one of those crimes of passion: 'If I can’t have you, no one else will’ kind of deal.
Из-за смерти мужа Лиллиан заболела, и братьям пришлось жить в приёмной семье в течение одного года. После выздоровления Лиллиан вышла замуж за Вернона Линча, мастера на заводе мороженого. В 1972 году семья переехала в деревню Рузвельт штата Нью-Йорк.
Мерфи обучался в Высшей школе Рузвельта, которую окончил в 1979 году. Затем он поступил в Общественный колледж Нассау, но не окончил его. Уже в этот период он начал развивать навыки игры нескольких персонажей, вдохновившись фильмами с актёром Питером Селлерсом. По словам Мерфи, на него также оказали влияние Билл Косби, Чарли Чаплин, Мухаммед Али и Брюс Ли, однако больше всего он «стремился» походить на Ричарда Прайора.

## Карьера

### Карьера стендап-комика
Стендап перестал быть весёлым занятием. Когда мне было 27, я шутил на спорные темы — про геев или СПИД. Если я начну так шутить сейчас — это моментально попадёт в YouTube, начнутся пикеты, петиции, и мне придётся извиняться. Как вообще шутить в такой обстановке?
В возрасте пятнадцати лет, в период обучения в Высшей школе Рузвельта, Мерфи впервые прослушал комедийный альбом Прайора That Nigger’s Crazy, после чего принял окончательное решение стать комиком. Официально карьера будущего актёра началась 9 июля 1976 года, когда он выступил в образе певца Эла Грина под его же песню «Let’s Stay Together» на шоу талантов в Молодёжном центре Рузвельта. Вскоре Мерфи начал работать в клубах, находившихся в пешей досягаемости от дома, а затем ночью в заведениях, до которых он добирался на поезде. Частыми местами его ранних выступлений были The Comic Strip в Манхэттене и East Side Comedy Club в Хантингтоне, где в последнем также начинал свой путь к карьере Джерри Сайнфелд. Из-за этого ему приходилось пропускать учёбу, и, когда его мать узнала об этом, она настояла, чтобы сын начал посещать летнюю школу.
Во время расцвета комической карьеры Мерфи стендап-шоу с его участием характеризовались обильной ненормативной лексикой, а также насмешками над разными этническими и социальными группами: женщинами, азиатами, белыми людьми, афроамериканцами и другими. В 1983 и 1987 годах были выпущены два концерта с Мерфи — «В бреду» и «Как есть». Оба спецвыпуска были известны тем, что актёр в ходе выступления часто произносил слово «fuck» и шутил на откровенные в те времена темы гомосексуальности и ВИЧ. Вследствие этого Ричард Прайор в автобиографии «Осуждения Прайора» писал, что некоторые выступления Мерфи были «слишком грубыми». Спустя несколько лет, в 1996 году, Мерфи извинился за свои шутки. Несмотря на затронутые комиком темы, оба концерта имели успех, а «Как есть» также был выпущен широким прокатом в кинотеатрах США и занял 1-е место в списке самых кассовых фильмов в жанре стендап со сборами в $50,5 млн.

### Начало актёрской карьеры и первый успех

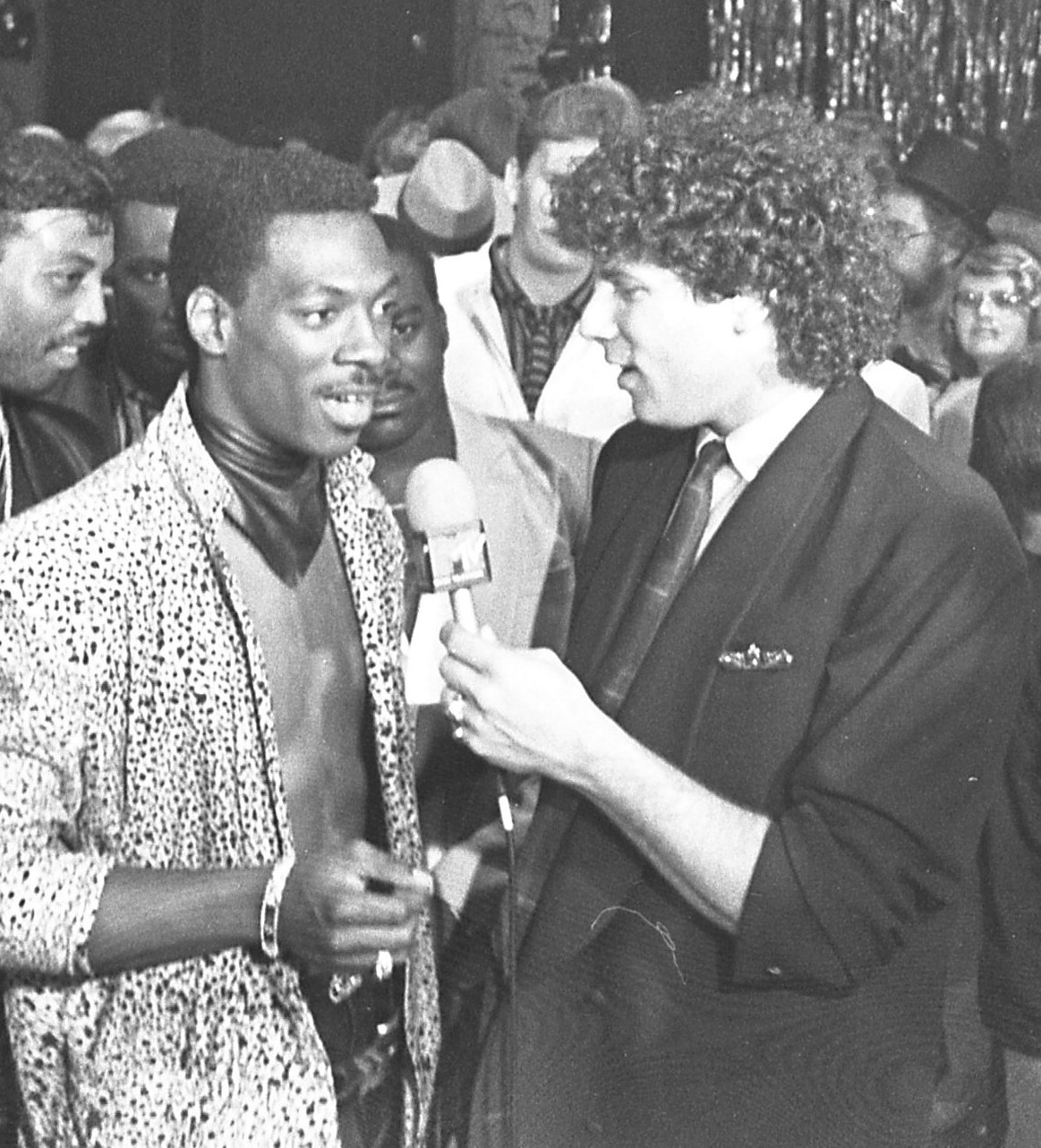
Эдди Мерфи и Марк Гудман на премьере фильма «Пурпурный дождь», 1984 год

В начале 1980-х годов Эдди Мерфи впервые привлёк внимание публики, войдя в актёрский состав телепередачи Saturday Night Live. Участие Мерфи, по мнению критиков и зрителей, поспособствовало своего рода «возрождению» шоу, находившегося в упадке. Его официальный дебют в программе состоялся в декабре 1980 года. В телепередаче Мерфи перевоплощался в таких известных персонажей, как повзрослевшего ребёнка-актёра Билли Томаса (Баквит), ведущего детского шоу мистера Робинсона (пародия на Фреда Роджерса) и мрачную версию пластилиновой куклы Гамби. Фраза актёра «Я Гамби, чёрт возьми!» стала фирменной и одной из самых известных в шоу. В марте 1983 года Баквит, несмотря на его популярность, был убит в одном из эпизодов по просьбе самого Мерфи. Продюсер передачи Дик Эберсол вспоминал, что Мерфи «был разочарован» постоянными требованиями поклонников «сделать Баквита», и это стало отправной точкой для исключения персонажа из шоу. Мерфи снимался в шоу с 6 по 9 сезон, а финальный эпизод с его участием в качестве постоянного актёра вышел в феврале 1984 года.
В 1982 году Мерфи дебютировал на большом экране в комедийном боевике Уолтера Хилла «Сорок восемь часов», где его партнёром по съёмочной площадке стал Ник Нолти. Он исполнил роль говорливого мошенника Реджи Хэммонда, на время объединившегося с полицейским Джеком Кэйтсом (Нолти) для поиска особо опасного преступника. Мерфи вошёл в кастинг по рекомендации Хильди Готлиб, подруги режиссёра, после отказа от роли Грегори Хайнса. Сниматься в фильме актёр начал лишь через несколько недель после старта съёмок, поскольку на тот момент он работал над одним из сезонов Saturday Night Live. По воспоминаниям исполнителя одной из ролей Криса Малки, руководство Paramount Pictures было крайне недовольно игрой Мерфи и хотело уволить его, однако благодаря усилиям Нолти и Хилла он продолжил работать над фильмом. Малки запомнил Мерфи как старательного актёра, который прислушивался к предложениям и придерживался сценария. Кинолента стала хитом, а Мерфи уже за первую свою роль был номинирован на «Золотой глобус» за лучший актёрский дебют, однако уступил награду Бену Кингсли.
Следующий год вновь стал удачным для Мерфи: он основал продюсерскую компанию Eddie Murphy Productions и снялся в комедии Джона Лэндиса «Поменяться местами». Актёр сыграл уличного бродягу-афериста Билли Рэя Валентайна, которого боссы финансовой корпорации на спор поменяли местами с управляющим фирмой (в исполнении Дэна Эйкройда). Кандидатуру Мерфи предложила руководство Paramount Pictures, которая изменила своё мнение о нём после успеха фильма «Сорок восемь часов». Лэндис утвердил Мерфи после просмотра записей с его прослушиваниями, от которых он остался под впечатлением. Критики положительно отозвались о работе Мерфи. В частности, Ричард Шикель из Time называл Мерфи «силой, с которой нужно считаться» и отмечал, что «он делает фильм „Поменяться местами“ нечто большим, чем просто хорошей комедией. Он превращает фильм в событие». Гэри Арнольд из The Washington Post писал, что этот фильм «стал доказательством неслучайных успехов актёра», и что Мерфи продемонстрировал «воодушевляющий авторитет как комик». Роль бродяги принесла Мерфи вторую номинацию на «Золотой глобус», но тогда премия досталась Майклу Кейну.
После триумфа «Сорока восьми часов» и «Поменяться местами» дальнейшую карьеру Мерфи определила Paramount Pictures, выступившая дистрибьютором этих фильмов. В 1983 году между Мерфи и студией был заключён контракт на его дальнейшее участие в пяти фильмах компании. Уже в следующем году соглашение было пересмотрено, согласно которому подтверждалось появление актёра в следующих пяти проектах студии и фильме-концерте.
В 1984 году Мерфи появился в комедии «Лучший способ защиты», исполнив роль лейтенанта Лэндри. В оригинальной версии сценария данный персонаж отсутствовал, в связи с чем на предпоказах фильм подвергся критике от зрителей. Студии Paramount Pictures пришлось взяться за пересъёмки и пригласить Эдди, поскольку он имел контракт с компанией. Однако роль актёра была почти не связана с основной частью фильма, и его персонаж даже не вступал в контакт с главным героем, которого играл Дадли Мур. Хотя в процессе пересъёмок и была снята сцена их встречи, в конечном итоге её вырезали при монтаже. Всё это привело к провалу фильма, ставшего первым в карьере актёра. Впоследствии Мерфи рассказывал, что согласился сняться в фильме только ради денег, и называл его «худшим в истории».
В этом же году Мерфи исполнил роль детектива Акселя Фоули в комедийном боевике «Полицейский из Беверли-Хиллз». Это была его первая главная роль в фильме. Первоначально вместо него должен был сниматься Сильвестр Сталлоне, который в итоге решил сосредоточиться на фильме «Кобра». Мерфи в свою очередь отказался от участия в «Охотниках за привидениями» ради этого проекта. Данный фильм стал полной противоположностью предыдущего: он стал лидером кинопроката 1984 года и был положительно воспринят критиками наряду с игрой Мерфи. Джанет Мэслин из The New York Times писала: «Эдди Мерфи делает то, что он делает лучше всего: играет проницательного, стильного, болтливого аутсайдера в мире богатого человека. Эдди Мерфи точно знает, что он делает, и он побеждает на каждом шагу». Ричард Шикель отмечал следующее: «Эдди Мерфи источал нахальное, дерзкое обаяние, которого не хватало на экране со времён Кэгни». В 2015 году персонаж Аксель Фоули занял 55 место в списке «100 величайших персонажей всех времён» по версии журнала Empire. За роль Мерфи вновь был удостоен номинации на премию «Золотой глобус», которую он в третий раз не смог выиграть. Статуэтку забрал Дадли Мур.
К середине 1980-х годов пик карьеры Эдди Мерфи был настолько высок, что он всерьёз рассматривался на одну из главных ролей в четвёртом фильме научно-фантастической франшизы «Звёздный путь». Режиссёр Леонард Нимой признавал, что присутствие актёра привлечёт внимание нефанатов «Звёздного пути» к франшизе, но в то же время он понимал, что фильм тогда может стать более комедийным. Даже были наняты сценаристы Стив Мирсон и Питер Крайкс, придумавшие для Мерфи персонажа в лице профессора колледжа, который верит в существование НЛО. Однако актёр отверг эту роль, заявив, что хотел бы сыграть инопланетянина или офицера Звёздного флота, и в итоге покинул проект, чтобы сняться в «Золотом ребёнке». Позднее Мерфи признал, что это было ошибкой. Его роль впоследствии была переделана в персонажа Джиллиан Тейлор для актрисы Кэтрин Хикс.
В 1986 году Эдди снялся в комедии «Золотой ребёнок». Фильм первоначально являлся приключенческим боевиком, а на главную роль был приглашён Мел Гибсон. После отказа Гибсона проект был предложен Мерфи, а сам фильм стал приключенческой комедией. О съёмках Эдди Мерфи отзывался следующим образом: «Мои фильмы возвращают деньги: как бы я ни относился, например, к „Золотому ребёнку“, который был куском дерьма, — он собрал более 100 миллионов долларов. Так кто я такой, чтобы называть это отстоем?»
Год спустя Мерфи вновь исполнил роль Акселя Фоули во второй части комедийного боевика «Полицейский из Беверли-Хиллз 2». Неоднозначные отзывы критиков на сиквел и игру Мерфи, однако, не повлияли тогда на признание киноленты среди зрителей. «„Полицейский из Беверли-Хиллз 2“, вероятно, был самым успешным посредственным фильмом в истории. Во всём мире он собрал 250 миллионов долларов, и это был непродуманный фильм. „Полицейский 2“ был в основном переосмыслением „Полицейского 1“, но не таким спонтанным и смешным», — рассказывал Мерфи. Вследствие успешных кассовых сборов студия Paramount планировала адаптировать фильм в еженедельный телесериал. Актёр был категорически против этого, однако дал согласие сниматься в сиквелах.
В 1987 году между Мерфи и Paramount Pictures была заключена очередная сделка, согласно которой продюсерская компания актёра будет иметь контроль над будущими фильмами и другими проектами. Кроме того, в соглашении указывалось, что Мерфи снимется по крайней мере в пяти фильмах студии и будет продюсировать дополнительные кинопроекты. «Я бы хотел больше походить на Вуди Аллена», — говорил актёр.
В 1988 году Мерфи появился в роли африканского принца Акима в комедии «Поездка в Америку». Данный проект стал вторым, где актёр сотрудничал с режиссёром Джоном Лэндисом. Перевоплощение Мерфи критики вновь оценили неоднозначно, хотя они в целом положительно восприняли сам фильм, как и публика. По мнению Шейлы Бенсон из Los Angeles Times, это «пустая и утомительная сказка Эдди Мерфи». Напротив, Джин Сискел наслаждался актёрским мастерством Мерфи, а вот Роджер Эберт сетовал, что он не привнёс большей живучести в свою роль. Однако, несмотря на признание, после выхода фильма на Мерфи и Paramount был подан судебный иск на 6,2 миллионов долларов со стороны писателя-сатирика Арта Бухвальда и продюсера Алена Бернхайма. В иске утверждалось, что актёр и компания использовали идеи Бухвальда для сценария «Поездки в Америку» без его согласия. После почти четырёх лет судебного разбирательства Бухвальд и Бернхайм выиграли дело, получив в качестве компенсации 150 000 долларов и 750 000 долларов соответственно.

### Спад карьеры, потерянные роли и неудачи

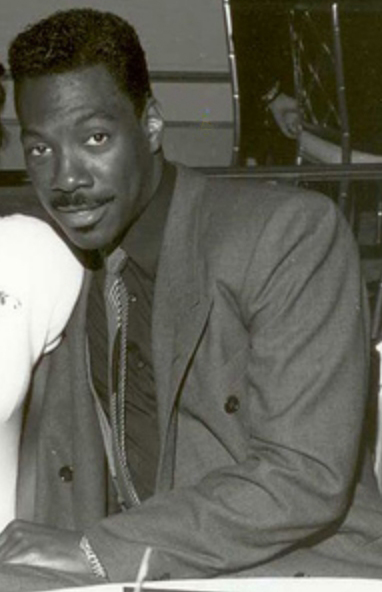
Мерфи в 1988 году

В конце 1980-х — начале 1990-х годов в карьере Мерфи произошёл спад. В этот период актёр рассматривался на роли в таких известных фильмах, как «Отпетые мошенники», «Кто подставил кролика Роджера», «Шофёр мисс Дэйзи» и «Малкольм Икс», однако по различным причинам он не снимался в этих проектах. Мерфи даже мог сыграть главную отрицательную роль в хорроре «Кэндимен», однако создатели фильма практически сразу отвергли его кандидатуру.
В 1989 году вышла его единственная режиссёрская работа — криминально-комедийный фильм «Ночи Гарлема», для которой актёр также выступил сценаристом и исполнителем главной роли. Однако, несмотря на умеренный успех у зрителей, большинство критиков холодно оценило фильм. Джин Сискел и Роджер Эберт отметили, что им было «и скучно, и обидно», а последний позже назвал работу Мерфи одним из худших фильмов 1989 года. Впоследствии Мерфи признавал, что производство фильма было «неприятным опытом». Актёр номинировался на две антипремии «Золотая малина», из которых одну выиграл в категории «Худший сценарий».
В этом же году режиссёр Спайк Ли обвинил комика в отсутствии поддержки и продвижения будущих темнокожих актёров в сфере кино, особенно для Paramount Pictures. Мерфи отверг критику, заявив, что «компания называется Paramount, а не Eddie Murphy Productions», и он «не может прийти в главный офис студии и потребовать „нанять сюда темнокожих“». Тем не менее, по мере роста известности актёра в его фильмах (особенно продюсируемых им) стали сниматься в основном афроамериканцы, которые в дальнейшем получили более широкое признание. Среди них были Дэймон Уэйанс, Хэлли Берри, Мартин Лоуренс, Кьюба Гудинг-мл., Сэмюэл Л. Джексон, Крис Рок и другие.
Невезения у Эдди Мерфи продолжились и после 1989 года: фильмы «Другие сорок восемь часов» и «Достопочтенный джентльмен» также провалились из-за не самых высоких кассовых сборов и плохого критического приёма. В СМИ сообщалось, что из-за негативных оценок сиквела «Сорока восьми часов» отношения Мерфи с Paramount стали напряжёнными. Тем не менее, в 1991 году компания объявила о продолжении сотрудничества с актёром. «Достопочтенный джентльмен» был первым фильмом с его участием, снятым другой киностудией, в связи с чем рецензент The New York Times Берни Вайнрауб высказывал мнение, что Мерфи хотел «выйти за рамки слабого контента, который разочаровал его аудиторию».
Следующей работой Мерфи стала романтическая комедия «Бумеранг», где он играл дуэтом с начинающей на тот момент актрисой Хэлли Берри. Актёр принимал активное участие в создании фильма, лично придумав оригинальную идею и предложив Реджинальду Хадлину стать режиссёром. Помимо этого, именно Мерфи одобрил кандидатуру Берри на одну из ролей. Несмотря на то, что отзывы критиков о «Бумеранге» были смешанными, Кристен Болдуин из Entertainment Weekly позже сочла комедию «недооценённой классикой» и одним из лучших фильмов 1990-х годов с участием Мерфи.
Третья часть «Полицейского из Беверли-Хиллз» обернулась большим разочарованием для Paramount: её съёмки неоднократно переносились, а спустя много лет режиссёр Джон Лэндис утверждал о «странном» опыте работы над фильмом c «несмешным» Мерфи. Ему вторил Бронсон Пинчот, заявив, что во время съёмок актёр «находился в реальной депрессии», а также «был подавленным и малоэнергичным». Всё это сказалось на фильме, который не только не смог окупиться в США, но и получил крайне отрицательные оценки кинокритиков. Так же рецензенты отзывались и об игре Мерфи, описавшие её как «небрежную», «безрадостную» и «удручающую». Сам Мерфи первоначально считал третью часть «бесконечно лучше второй», однако затем он называл её «отвратительной» и «позорной».
В 1995 году Мерфи работал с мастером хорроров Уэсом Крэйвеном, снявшись в его проекте «Вампир в Бруклине» и выступив в качестве продюсера. Этот фильм завершал многолетний контракт между ним и студией Paramount. Крэйвен впоследствии признавался, что ему было сложно работать с Мерфи на съёмочной площадке, потому что тот не хотел казаться смешным, а вместо этого пытался сыграть своего персонажа — вампира Максимиллиана — слишком прямолинейно. Сам Мерфи по-своему рассказывал о причинах неудачи киноленты: «Единственный способ, благодаря которому я смог сделать „Чокнутого профессора“ и выйти из моей сделки с Paramount — это участвовать в создании „Вампира в Бруклине“. Но вы знаете, что испортило этот фильм? Парик. Я вышел в этом длинноволосом парике, и люди сказали: „О, проваливай отсюда! Что это за чертовщина?“» Однако, несмотря на неуспех фильма, он приобрёл множество поклонников и вскоре стал культовым.

### Возвращение и смена амплуа
Свою популярность актёр смог вернуть в 1996 году, снявшись в комедии «Чокнутый профессор». В фильме Мерфи играл в общей сложности семь персонажей, в том числе профессора Шермана Клампа, его альтер эго Бадди Лава и практически всю семью Клампов. Процесс гримирования Мерфи занимал по три часа каждый день. По словам специалиста Рика Бейкера, впоследствии получившего премию «Оскар» за проделанную работу, актёр провёл в кресле для грима «восемьдесят с лишним дней». Фильм стал успешным, а Мерфи был удостоен похвалы от критиков. Роджер Эберт посчитал выступление Эдди в фильме «крайне хорошим», а Оуэн Глейберман отметил, что «Мерфи снова нашёл свой успех как актёр». Участие в фильме принесло Мерфи новую номинацию на «Золотой глобус» и победу на премии «Сатурн» в категории «Лучший киноактёр».
Однако после такого успеха у актёра в очередной раз наступили неудачи. В «Городской полиции» критики отметили его «возвращение к высокоэнергичной игре и блестящим диалогам» и «скорострельное подшучивание», но в остальном комедийный боевик стал провальным проектом, не добившись ни внимания аудитории, ни положительных отзывов рецензентов. Киноленту «Святоша», ради которой Мерфи отверг роль в фильме «Час пик», постигла та же участь, и спустя десяток лет в 2009 году актёр назвал комедию «чудовищной». В 2011 году Мерфи дал фильму такую же оценку, однако затем несколько смягчил позицию и описал его как «не таким уж ужасным, но довольно плохим».
В 1998 году Эдди Мерфи впервые работал над мультфильмом — им стал диснеевский «Мулан», где он озвучивал эксцентричного дракончика Мушу. При подборе актёра для данного персонажа создатели делали акцент на озвучивание в духе Робина Уильямса (Джинн) в «Аладдине», и поэтому их выбор пал на Мерфи. Записи голоса для Мушу проходили в подвале особняка актёра в Энглвуде, поскольку Мерфи отказался работать над мультфильмом в студии. Мультфильм получил широкое признание публики и был номинирован на премию «Оскар».
В конце 1990-х — начале 2000-х годов в карьере Мерфи наметилась тенденция перехода к проектам более «мягких» жанров. Снявшись в тот период в нескольких комедиях для подростковой и взрослой аудитории («Пожизненно», «Клёвый парень» и «Чокнутый профессор 2: Семья Клампов»), актёр стал появляться в фильмах семейной направленности («Доктор Дулиттл» и его сиквел). Все они имели различные оценки критиков и зрителей. Он также был одним из кандидатов на главную роль в семейной комедии «Гринч — похититель Рождества».
В 2001 году Мерфи вновь участвовал в озвучивании персонажа, на этот раз Осла в мультфильме «Шрек». Его коллегами стали другой комик Майк Майерс и актриса Кэмерон Диас. Мультфильм и озвучивание Мерфи были благосклонно приняты большинством критиков. Сьюзан Влощина из USA Today отмечала, что актёр «выдаёт комическую роль в своей карьере благодаря сенсационному цифровому мастерству, крича голосом слегка невротичного болтуна». Ричард Шикель из Time также положительно оценил его работу, писав, что «никто и никогда не делал из себя более забавного осла, чем Мерфи». Он был удостоен премии «Энни» и номинации на «Сатурн». Кроме того, Мерфи стал первым актёром, который выдвигался на премию BAFTA в категории «лучшая мужская роль второго плана» за озвучивание персонажа, а не за игру в фильме. В дальнейшем Мерфи озвучивал Осла во второй, третьей и четвёртой частях, вышедших в 2004, 2007 и 2010 годах.
В 2002 году карьера Мерфи снова была омрачена промахами после выхода комедийных фильмов «Приключения Плуто Нэша», «Шоу начинается» и «Обмануть всех». Первый из них имел серьёзные проблемы в производстве, сменив множество сценаристов из-за частых вмешательств актёра в съёмочный процесс и переписываний сюжета по его требованию. «Приключения Плуто Нэша» был крайне негативно воспринят кинопрессой, также став одним из самых больших кассовых провалов в карьере Мерфи и в истории кино. Впоследствии он шутил, что знает «двух или трёх человек, которым понравился этот фильм». «Шоу начинается» и «Обмануть всех» аналогично показали слабые результаты в прокате и были отрицательно оценены критиками. За все три фильма Мерфи номинировался на две «Золотые малины».
В 2003 году актёр снялся в фильмах для семейной аудитории «Дежурный папа» и «Особняк с привидениями», которые смогли в какой-то мере окупиться, но также были разгромлены критиками. Сиквел первого фильма, «Дежурный папа: Летний лагерь», также планировался с участием Мерфи, однако в итоге он отказался от съёмок в проекте.

### «Девушки мечты» и последующие проекты
Переломным для актёра стал 2006 год, когда он появился в музыкальной драме «Девушки мечты», первом для него некомедийном проекте. Его роль — известный хрипловатый исполнитель R&B Джеймс Эрли, который, будучи женатым, заводит роман с одной из солисток начинающей женской группы, но позже с ростом их популярности теряет свою славу и впадает в депрессию. Вскоре после выхода фильма многие рецензенты посчитали роль Мерфи одной из самых выдающихся в его карьере. Так, Ричард Роупер высоко оценил игру актёра, посчитав его работу «жгучей» и «лучшей, что он когда-либо делал», а также «заслуживающей номинации на „Оскар“». Питер Трэверс назвал эпизод, где у Джеймса произошёл срыв на сцене, «одним из наилучших экранных моментов Мерфи». Фильм получил множество кинонаград, а Эдди Мерфи был удостоен премии Гильдии киноактёров США и первого «Золотого глобуса» после четырёх безуспешных номинаций. Актёр был впервые номинирован на «Оскар» за лучшую мужскую роль второго плана и являлся самым вероятным кандидатом на получение награды, однако на церемонии он неожиданно проиграл Алану Аркину, в результате чего покинул зал, не дождавшись объявления о победе своей напарницы по фильму Дженнифер Хадсон. Критиками высказывалось предположение, что актёру не досталась статуэтка из-за комедии «Уловки Норбита», вышедшей в прокат США за две недели до церемонии «Оскара».
В 2007 году Мерфи вернулся к комедиям, исполнив несколько ролей в фильме «Уловки Норбита». Он также был одним из сценаристов и продюсеров проекта. Хотя кинолента имела широкую аудиторию, она вызвала резкое осуждение со стороны критиков, в своих рецензиях особо сделавших акцент на Эдди Мерфи. Многие из них сетовали, скорее, не на игру актёра, а на его быструю смену амплуа после предыдущей драматической роли в «Девушках мечты». Однако были и положительные оценки. Мик Ласалль из San Francisco Chronicle, один из немногих написавших одобрительную рецензию, предполагал, что этот фильм может повысить шансы Мерфи выиграть «Оскар», также отметив, что его перевоплощение в трёх разных персонажей в «Уловках Норбита» более впечатляющее, чем в «Девушках мечты». Тем не менее, большинство критиков высказало мнение, что комедия понизит вероятность победы актёра, впоследствии уступившего награду Алану Аркину. Мерфи в итоге оказался в списке номинантов «Золотой малины» и выиграл сразу три «ягоды». Тем не менее, сам фильм был номинирован на «Оскар» в категории «Лучший грим».
В следующие два года творческий кризис актёра продолжили семейные комедии «Знакомьтесь: Дэйв» и «Представь себе». Итогом этого стали новые номинации на «Золотую малину» и вручение антинаграды как «худший актёр десятилетия». Мерфи, ранее уже оценивавший критически свои предыдущие работы, также назвал эти два фильма и «Приключения Плуто Нэша» одними из худших в своей карьере.
В 2011 году актёр появился в криминальной комедии «Как украсть небоскрёб» в роли вора Слайда, который присоединился к группе сотрудников жилого комплекса, ставших жертвами ограбления богатым бизнесменом и сговорившихся отомстить ему. Проект находился в разработке ещё с 2005 года, и Мерфи, выступивший продюсером, планировал создать историю о чернокожих сотрудниках, планировавших ограбить Дональда Трампа и Международную гостиницу и башню Трампа. Мерфи покинул проект после многократного переписывания сценария, но вернулся, когда ему сообщили об участии Бена Стиллера. Фильм был в целом положительно воспринят кинокритиками, в своих отзывах обративших особое внимание на Эдди. Он получил похвалу от многих рецензентов, которые посчитали его роль «возвращением к своему популярному стилю 1980-х годов» после череды критических и коммерческих неудач.
В 2012 году вышла комедия «Тысяча слов» с участием Мерфи, снятая ещё в 2008 году и релиз которой неоднократно переносился из-за отсоединения кинокомпании DreamWorks от Paramount. Этот фильм пополнил список неудач актёра в кассовом и критическом плане. Мерфи вновь был номинирован на «Золотую малину».
С 2013 по 2015 год Эдди Мерфи сделал перерыв в карьере. В этот период в СМИ появлялась информация, что актёр собирался появиться с Хэлли Берри в фильме студии Paramount и сыграть отца Ричарда Прайора. Однако оба проекта так и не вышли в свет.

### Возрождение карьеры
Какова вероятность у ниггера стать успешным актёром? До меня были только Сидни Пуатье и Ричард Прайор. А мои фильмы со стомиллионными кассами открыли двери для Дензела Вашингтона, Моргана Фримена и десятков других! Я не хвастаюсь — просто знаю это.
В 2016 году Мерфи вернулся в кино, сыграв повара, ухаживающего за дочерью смертельно больной женщины, в драме «Мистер Чёрч». Этот фильм стал вторым в карьере актёра после «Девушек мечты», где его роль была некомедийной. Мерфи, по его словам, согласился сниматься в киноленте, потому что «это было то, чего он раньше никогда не делал». Фильм был встречен прохладно, однако игра актёра удостоилась благоприятных отзывов от кинокритиков. После этого в 2017—2018 годах он вновь не снимался в кино.
В 2019 году Мерфи выступил продюсером и снялся в биографическом фильме «Меня зовут Долемайт», где он предстал в образе стендап-комика Руди Рэй Мура. Фильм находился в разработке с 2003 года, и, по словам актёра, являлся для него «проектом мечты». В свою очередь Скотт Александер и Ларри Карезюски утверждали, что писали сценарий «только для Эдди». Сам Мур ещё при жизни лично одобрил кандидатуру Мерфи. Его перевоплощение получило широкое признание критиков, в частности, Оуэн Глейберман счёл выступление Мерфи «возвращением» и «лучшей ролью за последние годы», а Джон Подхорец из The Washington Free Beacon охарактеризовал игру актёра как «бесподобную и достойной „Оскара“». За работу в фильме Мерфи был в шестой раз номинирован на «Золотой глобус», однако проиграл награду Тэрону Эджертону («Рокетмен»).
23 декабря 2019 года Эдди Мерфи спустя 35 лет вернулся в эфир комедийного шоу Saturday Night Live на телеканале NBC — он стал ведущим рождественского выпуска телепередачи, которая в своё время сделала его популярным. За появление в эпизоде актёр был удостоен премии «Эмми».
В 2019 году было официально объявлено о возвращении Мерфи к роли принца Акима в комедии «Поездка в Америку 2», сиквеле оригинального фильма. Релиз состоялся в марте 2021 года на платформе Prime Video. Работа актёра получила поляризованные оценки критиков. Мелани Макфарланд из Salon одобрила «взросление» актёрского стиля Мерфи, в то время как Мик Ласалль из San Francisco Chronicle похвалил его умение «привнести драматические возможности в комические роли, показывая себя с лучшей стороны». Однако Питер Дебрюж из Variety раскритиковал подход Мерфи к «повтору половины шуток из оригинального фильма», а Питер Брэдшоу из The Guardian — его неспособность разыграть «авторитетных фигур».
2023 год стал первым за долгий период в карьере актёра, когда вышло сразу два фильма с его участием. В романтической комедии «Что за люди» он исполнил роль отца девушки-мусульманки, пытающегося помешать её отношениям с белым евреем. Несмотря на смешанный приём фильма критиками, они и зрители высоко оценили игру Мерфи. В «Конфетном переулке» актёр сыграл уволенного маркетолога, заключившего сделку со злым рождественским эльфом, чтобы выиграть конкурс по украшению дома на его улице. Эта роль была неоднозначно встречена критиками, характеризовавших образ Мерфи от «забавного» и «вызывающего восхищение» до «натянутого» и «растерянного».
В июле 2024 года на Netflix состоялся релиз четвёртой части франшизы «Полицейский из Беверли-Хиллз», где Мерфи вновь исполнил роль Акселя Фоули. Фильм находился в производственном аду продолжительное время и таким образом вышел через 30 лет после премьеры третьей части. Сам Мерфи официально заявил о разработке фильма лишь в 2019 году, в период производства «Поездки в Америку 2». Большинство критиков положительно оценило игру актёра, а также его возвращение к исполнению роли, принёсшей ему популярность и известность в начале 1980-х годов.
В 2025 году на Prime Video вышел комедийный боевик «Ограбление», где Мерфи сыграл главную роль водителя инкассаторской машины, замешанного в краже крупной суммы денег из казино. Актёр также выступил продюсером фильма через свою компанию Eddie Murphy Productions.

### Музыкальная карьера
Помимо актёрской карьеры, Мерфи также известен как певец. В начале 1980-х годов он являлся бэк-вокалистом группы The BusBoys. Их песня «The Boys Are Back in Town» прозвучала в фильме «Сорок восемь часов» и стендап-комедии «В бреду».
В 1982 году Эдди Мерфи выпустил дебютный одноимённый комедийно-музыкальный альбом, который стал успешным, получив платиновый статус и номинацию на премию «Грэмми». Заметными песнями из альбома стали «Boogie in Your Butt» (номинация на премию «Грэмми») и «Enough Is Enough», последняя из которых являлась пародией на сингл Барбры Стрейзанд и Донны Саммер 1979 года «No More Tears». В 1984 году актёр был удостоен статуэтки «Грэмми» в категории «Лучшая комедийная запись» за альбом Eddie Murphy: Comedian (1983), дважды ставшего платиновым. Во второй половине 1980-х годов Мерфи выпустил два сингла «Party All the Time» и «Put Your Mouth On Me», ставшие хитами и впоследствии вошедшие в альбомы How Could It Be (1985) и So Happy (1989) соответственно. В 1993 году вышел менее успешный альбом Love’s Alright, а к концу 1990-х годов — сборники Greatest Comedy Hits и All I Fuckin’ Know.
Мерфи сотрудничал с поп-певцом Майклом Джексоном, появившись в его музыкальном видео «Remember the Time» вместе с баскетболистом Мэджиком Джонсоном и моделью Иман. Позже актёр при участии Джексона записал песню «Whatzupwitu» (вошедшую в альбом Мерфи Love’s Alright) и снялся с ним в видеоклипе.
В 2000-х годах Мерфи принимал участие в записи саундтрека к франшизе «Шрек». В первом мультфильме он спел свою версию композиции «I’m a Believer» группы Smash Mouth. Во второй и третьей частях соответственно актёр исполнил дуэтом с Антонио Бандерасом песни «Livin’ la Vida Loca» Рики Мартина и «Thank You (Falettinme Be Mice Elf Agin)» музыкального коллектива Sly & the Family Stone.
В 2013 году Мерфи впервые за долгое время выпустил песни «Red Light» (с участием рэпера Snoop Dogg), «Temporary» и «Promise (You Want Break My Heart)», а спустя два года — композицию «Oh Jah Jah».

### Другая деятельность
Мерфи жертвовал деньги Фонду по борьбе со СПИДом и в благотворительные учреждения для бездомных. Помимо этого, он выделял средства в центр Martin Luther King Jr., различные благотворительные учреждения по борьбе с раком и 100 000 долларов в союз Гильдии киноактёров США.
В июне 2007 года Мерфи стал почётным членом Академии кинематографических искусств и наук. В конце 2011 года появилась информация о назначении Мерфи ведущим 84-й церемонии вручения премии «Оскар». Однако из-за скандала, связанного с режиссёром Бреттом Ратнером, он покинул пост. Его место занял Билли Кристал.

## Критика и личные качества

### Амплуа и оценка творчества
Эдди Мерфи, получивший всемирную известность в фильмах комедийного жанра, широко признан киноведами одним из «величайших», «легендарных», «востребованных» и «прибыльных» актёров-комиков. Критики выделяли его способность излучать харизму и вызывать смех у зрителей как в стендапе, так и в кино. Поначалу известный по ролям резких и грубоватых героев во взрослых комедиях, в поздние годы Мерфи сменил амплуа на более мягких персонажей, характерных для семейных фильмов. Умение актёра возвращаться в кино после провальных проектов также отмечалось многими обозревателями. В 2005 году телеканал Comedy Central поставил Мерфи на 10 место в списке «100 величайших стендап-комиков всех времён».
Киносценаристка и редактор газеты Variety Дженель Райли в публикации, посвящённой 60-летию Мерфи, ставила ему в заслугу «мастерство как комика» и «создание сложных, полностью сформированных персонажей, которые редко бывают карикатурными и исходят от сердца, что делает их такими запоминающимися». На первое место в списке его лучших работ Райли поставила мюзикл «Девушки мечты».
Колумнист журнала New Musical Express Пол Брэдшоу называл актёра «комическим гением» и описывал его так: «Он человек с тысячей лиц, но Эдди Мерфи также с тысячей профессий, охватывая всё: хиты, промахи, стендап, буффонаду, драмы, боевики, мультфильмы и скетчкомы». Лучшим фильмом с его участием Брэдшоу посчитал комедию «Поменяться местами».
Натан Рабин из The A.V. Club в статье 2010 года критически отзывался об Эдди Мерфи, «растратившего невероятный талант» и превратившего свою карьеру в «тихую трагедию». По его мнению, «популярность» и «уверенность» Мерфи в начале творческого пути сменились «безразличием» и «ленью» после «Ночей Гарлема», а «Приключения Плуто Нэша» стал «апогеем погружения актёра в однородный хлам». Критик неблагоприятно оценивал Мерфи и как исполнителя нескольких ролей, описывая его как «хамелеона, чувствующего себя комфортно в любой шкуре, кроме своей собственной». Рабин отмечал, что если в первых таких ролях актёр демонстрировал «удивительную многогранность», то впоследствии он стал скрывать «своё истинное „я“, подозревая, что под всем этим гримом и подкладками ничего нет».
Режиссёр Уэс Крэйвен, несмотря на трудности во время работы с Мерфи над фильмом «Вампир в Бруклине», считал комика «одарённым» и хвалил его способность перевоплощаться в нескольких персонажей. Высокую оценку творчеству Мерфи давали комедианты Трейси Морган и Кэти Гриффин, присутствовавшие на церемонии вручения актёру приза Марка Твена за американский юмор в 2015 году.
В 2023 году Голливудская ассоциация иностранной прессы удостоила Эдди Мерфи статуэтки «Золотого глобуса» в почётной категории «Премия Сесиля Б. Де Милля» с формулировкой «актёр, комик, писатель, продюсер, певец и один из 100 величайших стендаперов всех времён». Президент ассоциации Хелен Хёне заявила: «Мы очень рады отметить то неизгладимое влияние на кино и телевидение, которое его карьера — перед камерой и за ней — оказывала на протяжении десятилетий».

### Личность
Эдди Мерфи известен тем, что охотно даёт интервью журналистам и критикам как в рамках продвижения своих проектов, так и в обычной жизни. В 2019 году он сравнил свой нынешний характер с образом на ранних этапах профессии, заявив, что стал «совершенно другим человеком». Незадолго до своего 60-летия актёр признался, что считает отцовство важнее карьеры. Многие СМИ также неоднократно отмечали его откровенность и отсутствие стеснительности в обсуждении своих худших или лучших фильмов.
Критик Элвис Митчелл в журнале Interview описывал Мерфи как мужчину, носящего спортивную одежду и имеющего «острый, быстро развивающийся ум», что в сочетании с его «тихим спокойствием противоречит сосредоточенности, не оставляющей времени на безделье». Схоже Мерфи как сдержанного и осторожного человека оценивал редактор издания Rolling Stone Брайан Хайатт. Репортёр газеты The Washington Post Джефф Эдгерс был иного мнения об актёре, видевшего в нём черты «быстро говорящего умника с радостными, широко раскрытыми глазами». Вместе с тем все три интервьюера отмечали его страсть к музыке за пределами съёмочной площадки. Колумнист газеты The New York Times Джейсон Зиноман давал актёру такую характеристику: «С мягким голосом и непринуждённой манерой поведения он может казаться отстранённым, пока не перевоплотится в персонажа, что часто делает; повышая свою силу и энергию, он отдаётся делу чётко в один момент».

## Личная жизнь

### Отношения и дети

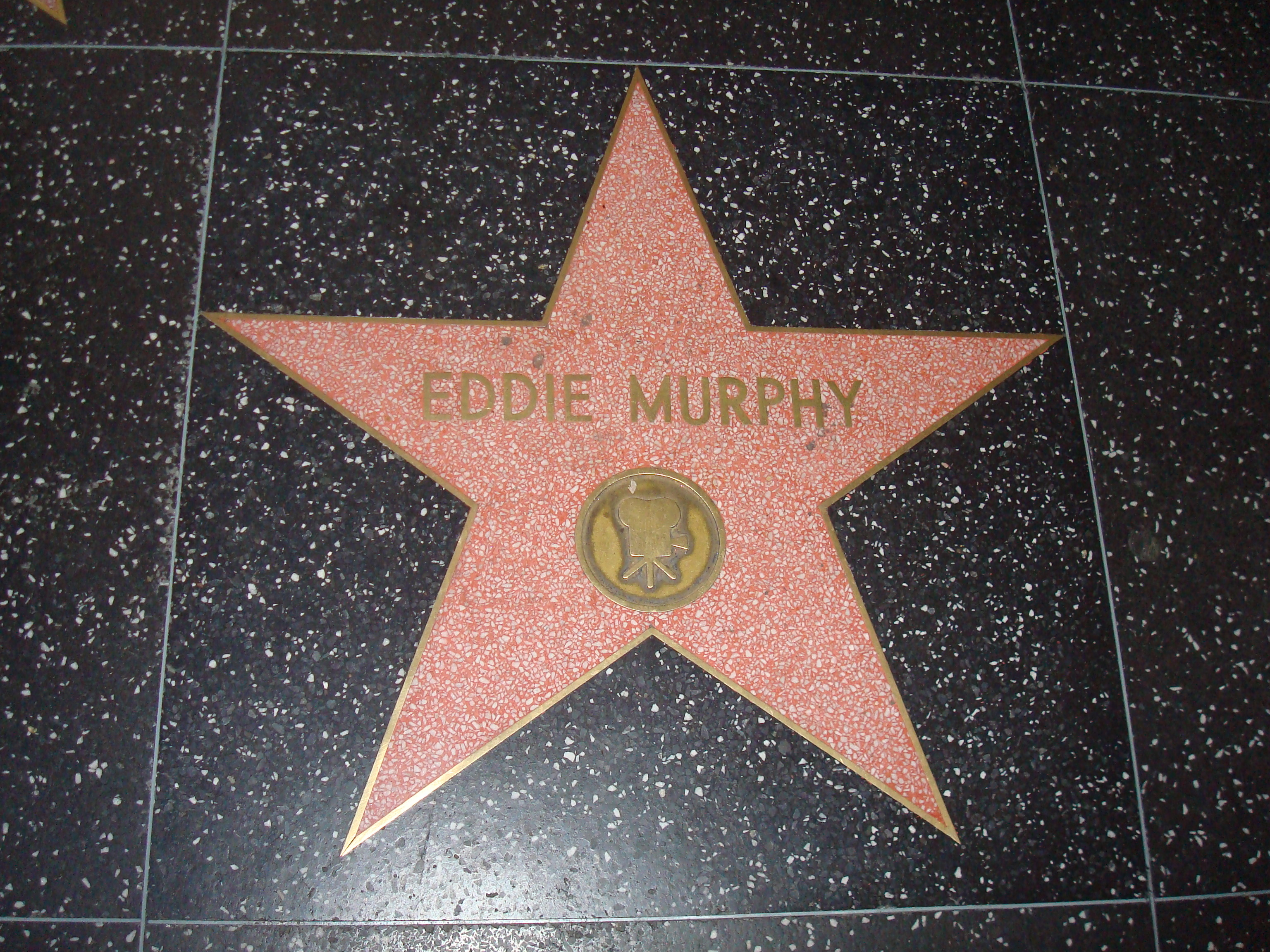
Звезда Эдди Мерфи на Голливудской «Аллее славы»

В 1988 году на церемонии премии NAACP Image Мерфи познакомился с моделью Николь Митчелл. На протяжении более двух лет они встречались, прежде чем в 1991 году начали сожительствовать. Их свадьба состоялась 18 марта 1993 года в нью-йоркском отеле «Плаза». У пары родились пятеро детей: Бриа (род. 18 ноября 1989), Майлз (род. 7 ноября 1992), Шейн (род. 10 октября 1994), Зола (род. 24 декабря 1999) и Белла (род. 29 января 2002). В августе 2005 года Митчелл подала на развод, сославшись на причину «непримиримые разногласия». Пара окончательно развелась 17 апреля 2006 года. В самом начале отношений с Митчелл у Мерфи родились сыновья Эрик (род. 10 июля 1989) и Кристиан (род. 29 ноября 1990) от подруг Полетт Макнили и Тамары Гуд соответственно.
В 2006 году Эдди имел короткие отношения с Мелани Браун, бывшей солисткой группы Spice Girls. Вскоре стало известно, что певица беременна от него. В декабре 2006 года Мерфи на вопрос журналиста о беременности Браун ответил следующее: «Я не знаю, чей это ребёнок, пока это не выяснится по анализу крови. Вы не должны спешить с выводами, сэр». 3 апреля 2007 года, в 46-й день рождения актёра, Браун родила дочь Энджел Айрис Мерфи-Браун. 22 июня 2007 года представители певицы выступили с заявлением, что ДНК-тест подтвердил отцовство Эдди. Браун рассказала, что Мерфи не принимал участия в воспитании её дочери. Однако позднее актёр признал отцовство и достиг денежного соглашения с Браун в размере 7 млн фунтов стерлингов.
1 января 2008 года Мерфи женился на кинопродюсере Трейси Эдмондс, бывшей супруге певца Бэбифейса. До этого они встречались с осени 2006 года. Церемония бракосочетания прошла на острове Бора-Бора. Однако уже 16 января этого же года пара объявила о расставании, заявив, что их бракосочетание являлось «символическим союзом» и они «останутся друзьями».
В 2012 году Мерфи начал встречаться с моделью Пейдж Батчер. 3 мая 2016 года у пары родилась дочь Иззи Уна. В сентябре 2018 года они обручились. 30 ноября 2018 года у Эдди родился десятый ребёнок — сын Макс Чарльз. Среднее имя Макс получил в честь брата актёра, скончавшегося в апреле 2017 года от лейкемии. 9 июля 2024 года Мерфи и Батчер поженились на закрытой церемонии в Ангилье, где присутствовали их семьи и близкие друзья.

### Инцидент с проституткой
В мае 1997 года Эдди Мерфи был остановлен полицией Санта-Моники, которая обнаружила актёра в его автомобиле с Шалимар Сеиули, трансгендерной танцовщицей. Сеиули была арестована за нарушение испытательного срока по обвинению в проституции, а самого Мерфи отпустили без предъявления обвинений. Данный инцидент вызвал общественный резонанс и широко освещался в СМИ.

## Фильмография
| Год       |    | Русское название                           | Оригинальное название          | Роль                                                  |
| --------- | -- | ------------------------------------------ | ------------------------------ | ----------------------------------------------------- |
| 1980—1984 | с  | Saturday Night Live                        | Saturday Night Live            | камео                                                 |
| 1982      | ф  | Сорок восемь часов                         | 48 Hrs.                        | Реджи Хэммонд                                         |
| 1983      | ф  | Поменяться местами                         | Trading Places                 | Билли Рэй Валентайн                                   |
| 1983      | ф  | Эдди Мерфи: В бреду                        | Eddie Murphy Delirious         | камео                                                 |
| 1984      | ф  | Лучший способ защиты                       | Best Defense                   | лейтенант Т. М. Лэндри                                |
| 1984      | ф  | Полицейский из Беверли-Хиллз               | Beverly Hills Cop              | детектив Аксель Фоули                                 |
| 1986      | ф  | Золотой ребёнок                            | The Golden Child               | Чендлер Джерелл                                       |
| 1987      | ф  | Полицейский из Беверли-Хиллз 2             | Beverly Hills Cop II           | детектив Аксель Фоули                                 |
| 1987      | ф  | Эдди Мерфи «Как есть»                      | Eddie Murphy Raw               | камео                                                 |
| 1988      | ф  | Поездка в Америку                          | Coming to America              | принц Аким Джоффер / Кларенс / Рэнди Уотсон / Саул    |
| 1989      | тф | Что смотрит Алан?                          | What’s Alan Watching?          | протестующий / Джеймс Браун                           |
| 1989      | ф  | Ночи Гарлема                               | Harlem Nights                  | Вернест «Шустрик» Браун                               |
| 1990      | ф  | Другие сорок восемь часов                  | Another 48 Hrs.                | Реджи Хэммонд                                         |
| 1992      | ф  | Бумеранг                                   | Boomerang                      | Маркус Грэм                                           |
| 1992      | ф  | Достопочтенный джентльмен                  | The Distinguished Gentleman    | Томас Джефферсон Джонсон                              |
| 1994      | ф  | Полицейский из Беверли-Хиллз 3             | Beverly Hills Cop III          | детектив Аксель Фоули                                 |
| 1995      | ф  | Вампир в Бруклине                          | Vampire in Brooklyn            | Максимиллиан / проповедник Поли / Гвидо               |
| 1996      | ф  | Чокнутый профессор                         | The Nutty Professor            | Шерман Кламп / Бадди Лав / семья Кламп / Лэнс Перкинс |
| 1997      | ф  | Городская полиция                          | Metro                          | инспектор Скотт Ропер                                 |
| 1998      | мф | Мулан                                      | Mulan                          | дракончик Мушу                                        |
| 1998      | ф  | Доктор Дулиттл                             | Doctor Dolittle                | доктор Джон Дулиттл                                   |
| 1998      | ф  | Святоша                                    | Holy Man                       | Джи                                                   |
| 1999—2001 | мс | Пижама                                     | The PJs                        | Тэргуд Стаббс                                         |
| 1999      | ф  | Пожизненно                                 | Life                           | Рэй Гибсон                                            |
| 1999      | ф  | Клёвый парень                              | Bowfinger                      | Кит Рэмси / Джефферсон Рэмси                          |
| 2000      | ф  | Чокнутый профессор 2: Семья Клампов        | Nutty Professor II: The Klumps | Шерман Кламп / Бадди Лав / семья Кламп / Лэнс Перкинc |
| 2001      | мф | Шрек                                       | Shrek                          | Осёл                                                  |
| 2001      | ф  | Доктор Дулиттл 2                           | Dr. Dolittle 2                 | доктор Джон Дулиттл                                   |
| 2002      | ф  | Шоу начинается                             | Showtime                       | офицер Трей Селлерс                                   |
| 2002      | ф  | Приключения Плуто Нэша                     | The Adventures of Pluto Nash   | Плуто Нэш / Рекс Крейтор                              |
| 2002      | ф  | Обмануть всех                              | I Spy                          | Келли Робинсон                                        |
| 2003      | ф  | Дежурный папа                              | Daddy Day Care                 | Чарли Хинтон                                          |
| 2003      | ф  | Особняк с привидениями                     | The Haunted Mansion            | Джим Эверс                                            |
| 2004      | мф | Шрек 2                                     | Shrek 2                        | Осёл                                                  |
| 2006      | ф  | Девушки мечты                              | Dreamgirls                     | Джеймс «Гром» Эрли                                    |
| 2007      | ф  | Уловки Норбита                             | Norbit                         | Норбит / Распутия / мистер Вонг                       |
| 2007      | мф | Шрек Третий                                | Shrek the Third                | Осёл                                                  |
| 2008      | ф  | Знакомьтесь: Дэйв                          | Meet Dave                      | Дэйв / Капитан                                        |
| 2009      | ф  | Представь себе                             | Imagine That                   | Эван Дэниелсон                                        |
| 2010      | мф | Шрек навсегда                              | Shrek Forever After            | Осёл                                                  |
| 2011      | ф  | Как украсть небоскрёб                      | Tower Heist                    | Дарнелл «Слайд» Дэвис                                 |
| 2012      | ф  | Тысяча слов                                | A Thousand Words               | Джек Макколл                                          |
| 2016      | ф  | Мистер Чёрч                                | Mr. Church                     | Генри Джозеф Чёрч                                     |
| 2019      | ф  | Меня зовут Долемайт                        | Dolemite Is My Name            | Руди Рэй Мур                                          |
| 2021      | ф  | Поездка в Америку 2                        | Coming 2 America               | принц Аким Джоффер / Кларенс / Рэнди Уотсон / Саул    |
| 2023      | ф  | Что за люди                                | You People                     | Акбар Мухаммед                                        |
| 2023      | ф  | Конфетный переулок                         | Candy Cane Lane                | Крис Карвер                                           |
| 2024      | ф  | Полицейский из Беверли-Хиллз: Аксель Фоули | Beverly Hills: Axel Foley      | детектив Аксель Фоули                                 |
| 2025      | ф  | Ограбление                                 | The Pickup                     | Расселл                                               |
| 2027      | мф | Шрек 5                                     | Shrek 5                        | Осёл                                                  |

## Дискография

### Студийные альбомы
| 1985                                                             | How Could It Be - Выпущен: 1985 - Лейбл: CBS Records              | 26 | 17 |
| 1989                                                             | So Happy - Выпущен: 1989 - Лейбл: CBS Records                     | 70 | 22 |
| 1993                                                             | Love’s Alright - Выпущен: 23 февраля 1993 - Лейбл: Motown Records | —  | 80 |
| «—» означает, что релиз не попал в чарт страны или не был издан. |                                                                   |    |    |

### Комедийные альбомы
| Год  | Информация                                                  | Позиции в чартах | Позиции в чартах |
| Год  | Информация                                                  | US               | US R&B           |
| ---- | ----------------------------------------------------------- | ---------------- | ---------------- |
| 1982 | Eddie Murphy - Выпущен: 1982 - Лейбл: CBS Records           | 52               | 26               |
| 1983 | Eddie Murphy: Comedian - Выпущен: 1983 - Лейбл: CBS Records | 35               | 10               |

### Сборники
| Год  | Информация                                                            |
| ---- | --------------------------------------------------------------------- |
| 1997 | Greatest Comedy Hits - Выпущен: 27 мая 1997 - Лейбл: Columbia Records |
| 1998 | All I Fuckin’ Know - Выпущен: 28 апреля 1998 - Лейбл: Sony BMG        |

## Награды и номинации
Полный список — на сайте IMDb.com.
| Награда                                    | Год  | Категория                                                                         | Фильм                                                                                               | Итог      |
| ------------------------------------------ | ---- | --------------------------------------------------------------------------------- | --------------------------------------------------------------------------------------------------- | --------- |
| Оскар                                      | 2007 | Лучшая мужская роль второго плана                                                 | Девушки мечты                                                                                       | Номинация |
| Энни                                       | 1999 | Лучшая озвучка анимационного фильма                                               | Пижама                                                                                              | Номинация |
| Энни                                       | 2001 | Лучшая озвучка полнометражного мультфильма                                        | Шрек                                                                                                | Победа    |
| Энни                                       | 2008 | Лучшая озвучка анимационного фильма                                               | Шрек-Мороз, Зелёный нос                                                                             | Номинация |
| BAFTA                                      | 2001 | Лучшая мужская роль второго плана                                                 | Шрек                                                                                                | Номинация |
| Black Reel Awards                          | 2000 | Лучшая мужская роль                                                               | Клёвый парень                                                                                       | Номинация |
| Black Reel Awards                          | 2002 | Лучшая мужская роль второго плана                                                 | Шрек                                                                                                | Номинация |
| Black Reel Awards                          | 2007 | Лучшая мужская роль второго плана                                                 | Девушки мечты                                                                                       | Номинация |
| Black Reel Awards                          | 2020 | Лучший актёр                                                                      | Меня зовут Долемайт                                                                                 | Победа    |
| Ассоциация телевизионных кинокритиков      | 2007 | Лучшая мужская роль второго плана                                                 | Девушки мечты                                                                                       | Победа    |
| Ассоциация кинокритиков Центрального Огайо | 2007 | Лучшая мужская роль второго плана                                                 | Девушки мечты                                                                                       | Победа    |
| Ассоциация кинокритиков Чикаго             | 2007 | Лучшая мужская роль второго плана                                                 | Девушки мечты                                                                                       | Номинация |
| Эмми                                       | 1983 | Лучшая мужская роль второго плана в варьете, комедийной или музыкальной программе | Saturday Night Live                                                                                 | Номинация |
| Эмми                                       | 1984 | Лучший сценарий варьете или музыкальной программы                                 | Saturday Night Live                                                                                 | Номинация |
| Эмми                                       | 1984 | Лучшее выступление в варьете или музыкальной программе                            | Saturday Night Live                                                                                 | Номинация |
| Эмми                                       | 1999 | Лучшая анимационная программа                                                     | Пижама                                                                                              | Номинация |
| Эмми                                       | 2020 | Лучший приглашённый актёр в комедийном сериале                                    | Saturday Night Live                                                                                 | Победа    |
| Золотой глобус                             | 1983 | Лучший актёрский дебют в мужской роли                                             | Сорок восемь часов                                                                                  | Номинация |
| Золотой глобус                             | 1984 | Лучшая мужская роль — комедия или мюзикл                                          | Поменяться местами                                                                                  | Номинация |
| Золотой глобус                             | 1985 | Лучшая мужская роль — комедия или мюзикл                                          | Полицейский из Беверли-Хиллз                                                                        | Номинация |
| Золотой глобус                             | 1997 | Лучшая мужская роль — комедия или мюзикл                                          | Чокнутый профессор                                                                                  | Номинация |
| Золотой глобус                             | 2007 | Лучшая мужская роль второго плана                                                 | Девушки мечты                                                                                       | Победа    |
| Золотой глобус                             | 2020 | Лучшая мужская роль — комедия или мюзикл                                          | Меня зовут Долемайт                                                                                 | Номинация |
| Золотой глобус                             | 2023 | Премия Сесиля Б. Де Милля                                                         | | Победа    |
| Грэмми                                     | 1983 | Лучшая комедийная запись                                                          | Eddie Murphy                                                                                        | Номинация |
| Грэмми                                     | 1984 | Лучшее инструментальное исполнение в жанре R&B                                    | Boogie in Your Butt                                                                                 | Номинация |
| Грэмми                                     | 1984 | Лучшая комедийная запись                                                          | Eddie Murphy: Comedian                                                                              | Победа    |
| Kids’ Choice Awards                        | 1988 | Любимый актёр                                                                     | Полицейский из Беверли-Хиллз 2                                                                      | Победа    |
| Kids’ Choice Awards                        | 1999 | Любимый актёр                                                                     | Доктор Дулиттл                                                                                      | Номинация |
| Kids’ Choice Awards                        | 2001 | Любимый актёр                                                                     | Чокнутый профессор 2: Семья Клампов                                                                 | Номинация |
| Kids’ Choice Awards                        | 2002 | Любимый мужской актёр                                                             | Доктор Дулиттл 2                                                                                    | Номинация |
| Kids’ Choice Awards                        | 2002 | Любимый голос в анимационном фильме                                               | Шрек                                                                                                | Победа    |
| Kids’ Choice Awards                        | 2004 | Любимый актёр                                                                     | Особняк с привидениями Дежурный папа                                                                | Номинация |
| Kids’ Choice Awards                        | 2005 | Любимый голос в анимационном фильме                                               | Шрек 2                                                                                              | Номинация |
| Kids’ Choice Awards                        | 2008 | Любимый актёр                                                                     | Уловки Норбита                                                                                      | Номинация |
| Kids’ Choice Awards                        | 2008 | Любимый голос в анимационном фильме                                               | Шрек Третий                                                                                         | Победа    |
| Kids’ Choice Awards                        | 2011 | Любимый голос в анимационном фильме                                               | Шрек навсегда                                                                                       | Победа    |
| Image Awards                               | 1983 | Лучшая мужская роль                                                               | Поменяться местами                                                                                  | Победа    |
| Image Awards                               | 1987 | Лучшая мужская роль                                                               | Полицейский из Беверли-Хиллз 3                                                                      | Номинация |
| Image Awards                               | 1988 | Лучшая мужская роль                                                               | Поездка в Америку                                                                                   | Номинация |
| Image Awards                               | 1990 | Певец года                                                                        | | Победа    |
| Image Awards                               | 1997 | Лучшая мужская роль                                                               | Чокнутый профессор                                                                                  | Номинация |
| Image Awards                               | 2007 | Лучшая мужская роль второго плана                                                 | Девушки мечты                                                                                       | Номинация |
| Image Awards                               | 2012 | Лучшая мужская роль                                                               | Как украсть небоскрёб                                                                               | Номинация |
| Image Awards                               | 2020 | Лучшая мужская роль                                                               | Меня зовут Долемайт                                                                                 | Номинация |
| Image Awards                               | 2021 | Специальная награда                                                               | | Победа    |
| Image Awards                               | 2022 | Лучший саундтрек                                                                  | Поездка в Америку 2                                                                                 | Номинация |
| Национальное общество кинокритиков         | 1997 | Лучшая мужская роль                                                               | Чокнутый профессор                                                                                  | Победа    |
| Общество онлайн-кинокритиков               | 2007 | Лучшая мужская роль                                                               | Девушки мечты                                                                                       | Номинация |
| Золотая малина                             | 1990 | Худший режиссёр                                                                   | Ночи Гарлема                                                                                        | Номинация |
| Золотая малина                             | 1990 | Худший сценарий                                                                   | Ночи Гарлема                                                                                        | Победа    |
| Золотая малина                             | 2003 | Худшая мужская роль                                                               | Приключения Плуто Нэша Обмануть всех Шоу начинается                                                 | Номинация |
| Золотая малина                             | 2003 | Худший актёрский дуэт                                                             | Приключения Плуто Нэша Обмануть всех Шоу начинается                                                 | Номинация |
| Золотая малина                             | 2008 | Худшая мужская роль                                                               | Уловки Норбита                                                                                      | Победа    |
| Золотая малина                             | 2008 | Худшая мужская роль второго плана                                                 | Уловки Норбита                                                                                      | Победа    |
| Золотая малина                             | 2008 | Худшая женская роль второго плана                                                 | Уловки Норбита                                                                                      | Победа    |
| Золотая малина                             | 2008 | Худший актёрский дуэт                                                             | Уловки Норбита                                                                                      | Номинация |
| Золотая малина                             | 2008 | Худший сценарий                                                                   | Уловки Норбита                                                                                      | Номинация |
| Золотая малина                             | 2009 | Худшая мужская роль                                                               | Знакомьтесь: Дэйв                                                                                   | Номинация |
| Золотая малина                             | 2009 | Худший актёрский дуэт                                                             | Знакомьтесь: Дэйв                                                                                   | Номинация |
| Золотая малина                             | 2010 | Худшая мужская роль                                                               | Представь себе                                                                                      | Номинация |
| Золотая малина                             | 2010 | Худший актёр десятилетия                                                          | Приключения Плуто Нэша Обмануть всех Представь себе Знакомьтесь: Дэйв Уловки Норбита Шоу начинается | Победа    |
| Золотая малина                             | 2013 | Худшая мужская роль                                                               | Тысяча слов                                                                                         | Номинация |
| Золотая малина                             | 2020 | Восстановление репутации                                                          | Меня зовут Долемайт                                                                                 | Победа    |
| Спутниковая награда                        | 1996 | Лучшая мужская роль — комедия или мюзикл                                          | Чокнутый профессор                                                                                  | Номинация |
| Спутниковая награда                        | 2001 | Лучшая мужская роль — комедия или мюзикл                                          | Чокнутый профессор 2: Семья Клампов                                                                 | Номинация |
| Спутниковая награда                        | 2017 | Лучшая мужская роль второго плана                                                 | Мистер Чёрч                                                                                         | Номинация |
| Спутниковая награда                        | 2019 | Лучшая мужская роль — комедия или мюзикл                                          | Меня зовут Долемайт                                                                                 | Номинация |
| Сатурн                                     | 1997 | Лучший киноактёр                                                                  | Чокнутый профессор                                                                                  | Победа    |
| Сатурн                                     | 2002 | Лучший киноактёр второго плана                                                    | Шрек                                                                                                | Номинация |
| Премия Гильдии киноактёров США             | 2007 | Лучшая мужская роль второго плана                                                 | Девушки мечты                                                                                       | Победа    |
| Премия Гильдии киноактёров США             | 2007 | Лучший актёрский состав в игровом кино                                            | Девушки мечты                                                                                       | Номинация |